# Arrondissement di Lunéville
L'arrondissement di Lunéville è una suddivisione amministrativa francese, situata nel dipartimento della Meurthe e Mosella e nella regione del Grand Est.

## Composizione
L'arrondissement di Lunéville raggruppa 164 comuni in 9 cantoni:
- cantone di Arracourt
- cantone di Baccarat
- cantone di Badonviller
- cantone di Bayon
- cantone di Blâmont
- cantone di Cirey-sur-Vezouze
- cantone di Gerbéviller
- cantone di Lunéville-Nord
- cantone di Lunéville-Sud